# 山东大学第二医院
山东大学第二医院 (英語：The Second Hospital of Shandong University)创立于1997年5月18日，是一所集医疗、科研、教学、预防、保健、康复为一体的大型综合三级甲等医院，位于中华人民共和国山东省济南市天桥区北园大街247号，拥有职工4000余人，是国家卫生健康委直属医院。

## 科室设置
山东大学第二医院拥有临床医技科室69个。